# Encelia canescens
La coronilla del fraile o sunchu (Encelia canescens) es una planta de la familia de las asteráceas.

## Distribución
Crece espontáneamente en Chile hasta los 2000 m de altitud en los Andes, y en Bolivia y Perú, en los valles altos andinos hasta los 3500 m s. n. m.

## Descripción
Pequeño arbusto muy ramoso, siempreverde que alcanza una altura de hasta 80 cm; tallos estriado-surcados, follaje de color variable de verde a cenicienta. Hojas de color verde pálido, alternas, oblongas, de 3 a 7 cm de largo por 0,7 a 2 cm de ancho, largamente pecioladas, glabras o pubescentes en ambas caras. Inflorescencias  en capítulos terminales, con desde 8 hasta 14 pétalos de color amarillo en margarita, con el centro marrón oscuro. Flores  hermafroditas, cada flor con 5 estambres y un pistilo con estigma bífido. El fruto es un aquenio pubescente de 5 mm de largo.

## Usos
La medicina tradicional atribuye a la decocción de las hojas diversas propiedades; con un poco de miel la usa para tratar dolencias pulmonares; serenada y en ayunas se toma para aliviar la ictericia y con los tallos como diurético y para aliviar el dolor estomacal. La infusión de las hojas y tallos se usa para tratar de regularizar el flujo menstrual. las hojas frescas o la resina se mastican para blanquear los dientes. Las raíces majadas se aplican en las picaduras de serpientes y tros animales.
Se utiliza como planta ornamental, debido a su larga floración.

## Taxonomía
Encelia canescens fue descrita por Jean-Baptiste Lamarck y publicado en Encyclopédie Méthodique, Botanique 2: 356. 1786.
Etimología
Encelia: nombre genérico otorgado en honor de Christoph Entzelt (1517-1583), naturalista alemán, un clérigo luterano que latinizó su nombre a Encelius y publicó un libro llamado De Re Metallica en 1551 acerca de la mineralogía y la metalurgia, y también escribió acerca de los usos medicinales de partes de animales y plantas.
canescens: epíteto latíno que significa "canoso, gris"
Sinonimia
- Coreopsis limensis Jacq.
- Encelia alternifolia Raeusch.
- Encelia canescens var. oblongifolia (DC.) S.F.Blake
- Encelia canescens var. tomentosa (Walp.) Ball
- Encelia limensis Jacq.
- Encelia oblongifolia DC.
- Encelia tomentosa Walp.[8]